# Tuberoschistura cambodgiensis
Tuberoschistura cambodgiensis és una espècie de peix d'aigua dolça de la família dels balitòrids i de l'ordre dels cipriniformes. Va ser descrit per Maurice Kottelat el 1990.

## Morfologia
- Els mascles poden assolir 4 cm de longitud total.
- 16 radis tous a l'aleta dorsal i 8 a l'anal.
- Presenta unes grans taques fosques sobre un fons gairebé blanc.
- Es diferencia de Tuberoschistura baenzigeri per tindre 12 1/2 radis ramificats a l'aleta dorsal (vs. 9-10 1/2), l'anus situat a sota dels radis ramificats núms. 6 i 7 de l'aleta dorsal i la distància des de l'anus fins a l'origen de l'aleta anal menor que la longitud de la base de l'aleta dorsal.[2]

## Hàbitat
És un peix d'aigua dolça, demersal i de clima tropical que es troba a Àsia a la conca del riu Mekong a Cambodja.

## Amenaces
Les seues principals amenaces són la desforestació i les pràctiques agrícoles gens sostenibles.